# Fabrice Lapierre
Fabrice Lapierre (* 17. října 1983 Réduit, Mauricius) je australský atlet, závodník ve skoku do dálky. Narodil se na Mauriciu, rodiče se přestěhovali do Austrálie, když mu byly dva roky.

## Osobní rekordy
- běh na 100 metrů – 10,56 s (16. července 2002, Kingston)
- běh na 200 metrů – 21,49 s (16. duben 2005, Coral Gables)
- skok do dálky (dráha) – 835 cm (4. července 2009, Madrid), 857 cm s nedovolenou podporou větru [2](4. července 2009, Madrid)
- skok do dálky (hala) – 819 cm (12. března 2010, Dauhá)

## Sportovní úspěchy
| Rok  | Soutěž                              | Místo     | Umístění | Disciplína    | Výkon  |
| ---- | ----------------------------------- | --------- | -------- | ------------- | ------ |
| 2002 | Mistrovství světa juniorů           | Kingston  | 2. místo | skok do dálky |        |
| 2006 | Hry Commonwealthu                   | Melbourne | 3. místo | skok do dálky |        |
| 2006 | Světový pohár                       | Atény     | 8. místo | skok do dálky |        |
| 2008 | Světové atletické finále            | Stuttgart | 1. místo | skok do dálky | 814 cm |
| 2010 | Halové mistrovství světa v atletice | Dauhá     | 1. místo | skok do dálky | 817 cm |